# درود بر سزار (فیلم ۱۹۹۴)
درود بر سزار (انگلیسی: Hail Caesar) فیلمی آمریکایی به کارگردانی آنتونی مایکل هال است که در ۱۹۹۴ منتشر شده.

## بازیگران
- آنتونی مایکل هال
- بابی فیلیپس
- لسلی دانون
- نیکلاس پریور
- رابرت داونی جونیور
- جاد نلسن
- مایکل جی کلاوس
- رابرت داونی سینیور
- فرانک گورشین
- ساموئل ال. جکسون